# Пернецький потік
Пернецький потік (словац. Pernecký potok) — річка; ліва притока Пернецької Маліни, протікає в окрузі Малацьки.
Довжина приблизно 9,4—10,0 км. Витік знаходиться в  масиві Кухинські пагорби — на висоті приблизно 595-600 метрів.
Протікає територією сіл Пернек  і Загір'я.. Впадає в Пернецьку Маліну на висоті приблизно 197-199 метрів.